# Bluetooth
Bluetooth es una especificación industrial para redes inalámbricas de área personal (WPAN) creado por Bluetooth Special Interest Group, Inc. que posibilita la transmisión de voz y datos entre diferentes dispositivos mediante un enlace por radiofrecuencia en la banda ISM de los 2.4 GHz.

## Objetivos
Los principales objetivos que se pretenden conseguir con esta norma son:
- Facilitar las comunicaciones entre equipos móviles.
- Eliminar los cables y conectores entre estos.
- Ofrecer la posibilidad de crear pequeñas redes inalámbricas y facilitar la sincronización de datos entre equipos personales.

Los dispositivos que con mayor frecuencia utilizan esta tecnología pertenecen a sectores de las telecomunicaciones y la informática personal, como ratones, teclados, teléfonos móviles, computadoras portátiles, computadoras personales, impresoras, altavoces inalámbricos, auriculares inalámbricos o semiinalámbricos, palancas de mando o cámaras digitales.

## Etimología y logotipo
Contrariamente a lo que pudiera parecer, el nombre Bluetooth no tiene un origen tecnológico. Tampoco se corresponde a unas siglas o una abreviatura. El nombre procede del rey danés y noruego Harald Blåtand, cuya traducción al inglés es Harald Bluetooth. El rey es conocido por unificar las tribus danesas y convertirlas al cristianismo.
En 1996, Intel desarrolló un sistema que permitiría a los teléfonos móviles comunicarse con los ordenadores y unificar la comunicación inalámbrica. En aquella época, Jim Kardach, ingeniero de Intel, se encontraba leyendo la novela histórica The Long Ships, la cual relataba las hazañas del rey Harald Blåtand. A través de los paralelismos entre los dos conceptos se estableció el nombre Bluetooth.
El logotipo de Bluetooth  combina las runas hagall () y berkana (), que corresponden a las iniciales de Harald Blåtand.
El desarrollo del Bluetooth comenzó en 1989 por Nils Rydbeck en Suecia con el objetivo era desarrollar unos auriculares inalámbricos. Trabajó en el proyecto con unos compañeros de la empresa de telecomunicaciones en la que trabajaban: Ericsson Mobile. El diseño y desarrollo principal comenzaron en 1994 y en 1997 el equipo tenía una solución viable. A partir de 1997, Örjan Johansson se convirtió en el líder del proyecto e impulsó la tecnología y la estandarización, haciendo posible que en mayo de 1998 se lanzara la web oficial de Bluetooth. 
El primer dispositivo Bluetooth se presentó en 1999. Se trataba de unos auriculares móviles manos libres que obtuvieron el premio Best of Show Technology Award en COMDEX. La incorporación del Bluetooth a los productos de electrónica de consumo continuó en Vosi Technologies (California), inicialmente supervisada por los miembros fundadores Bejan Amini y Tom Davidson. Vosi Technologies había sido creada por el desarrollador inmobiliario Ivano Stegmenga, con patente estadounidense 608507, para la comunicación entre un teléfono celular y el sistema de audio de un vehículo. Poco a poco Vosi logró expandir su nueva tecnología llegando incluso a negociar con Motorola para integrar Bluetooth en sus dispositivos. Tras una etapa en la que Motorola suspendió lanzamientos de sus nuevos productos, la compañía aceptó implementar Bluetooth en sus dispositivos, lo cual inició una importante propagación de Bluetooth en el mercado público debido a su gran éxito en el mercado del momento.

## Usos y aplicaciones
Se denomina Bluetooth al protocolo de comunicaciones diseñado especialmente para dispositivos de bajo consumo, que requieren corto alcance de emisión y basados en transceptores de bajo coste.
Los dispositivos que incorporan este protocolo pueden comunicarse entre sí cuando se encuentran dentro de su alcance. Las comunicaciones se realizan por radiofrecuencia de forma que los dispositivos no tienen que estar alineados y pueden incluso estar en habitaciones separadas si la potencia de transmisión es suficiente. Estos dispositivos se clasifican como Clase 1, Clase 2, Clase 3 o Clase 4 en referencia a su potencia de transmisión, siendo totalmente compatibles los dispositivos de una caja de ordenador.
| Clase   | Potencia máxima permitida (mW) | Potencia máxima permitida (dBm ) | Alcance (aproximado) |
| ------- | ------------------------------ | -------------------------------- | -------------------- |
| Clase 1 | 100 mW                         | 20 dBm                           | ~100 metros          |
| Clase 2 | 2.5 mW                         | 4 dBm                            | ~5-10 metros         |
| Clase 3 | 1 mW                           | 0 dBm                            | ~1 metro             |
| Clase 4 | 0.5 mW                         | -3 dBm                           | ~0.5 metro           |

En la mayoría de los casos, la cobertura efectiva de un dispositivo de clase 2 se extiende cuando se conecta a un transceptor de clase 1. Esto es así gracias a la mayor sensibilidad y potencia de transmisión del dispositivo de clase 1, es decir, la mayor potencia de transmisión del dispositivo de clase 1 permite que la señal llegue con energía suficiente hasta el de clase 2. Por otra parte la mayor sensibilidad del dispositivo de clase 1 permite recibir la señal del otro pese a ser más débil.
Los dispositivos con Bluetooth también pueden clasificarse según su capacidad de canal:
| Versión           | Ancho de banda (BW) |
| ----------------- | ------------------- |
| Versión 1.2       | 1 Mbit/s            |
| Versión 2.0 + EDR | 3 Mbit/s            |
| Versión 3.0 + HS  | 24 Mbit/s           |
| Versión 4.0       | 32 Mbit/s           |
| Versión 5         | 50 Mbit/s           |

### Perfiles Bluetooth
Para utilizar Bluetooth, un dispositivo debe implementar alguno de los perfiles Bluetooth. Estos definen el uso del canal Bluetooth, así como canalizar al dispositivo que se quiere vincular.

### Lista de aplicaciones
- Conexión sin cables vía OBEX.

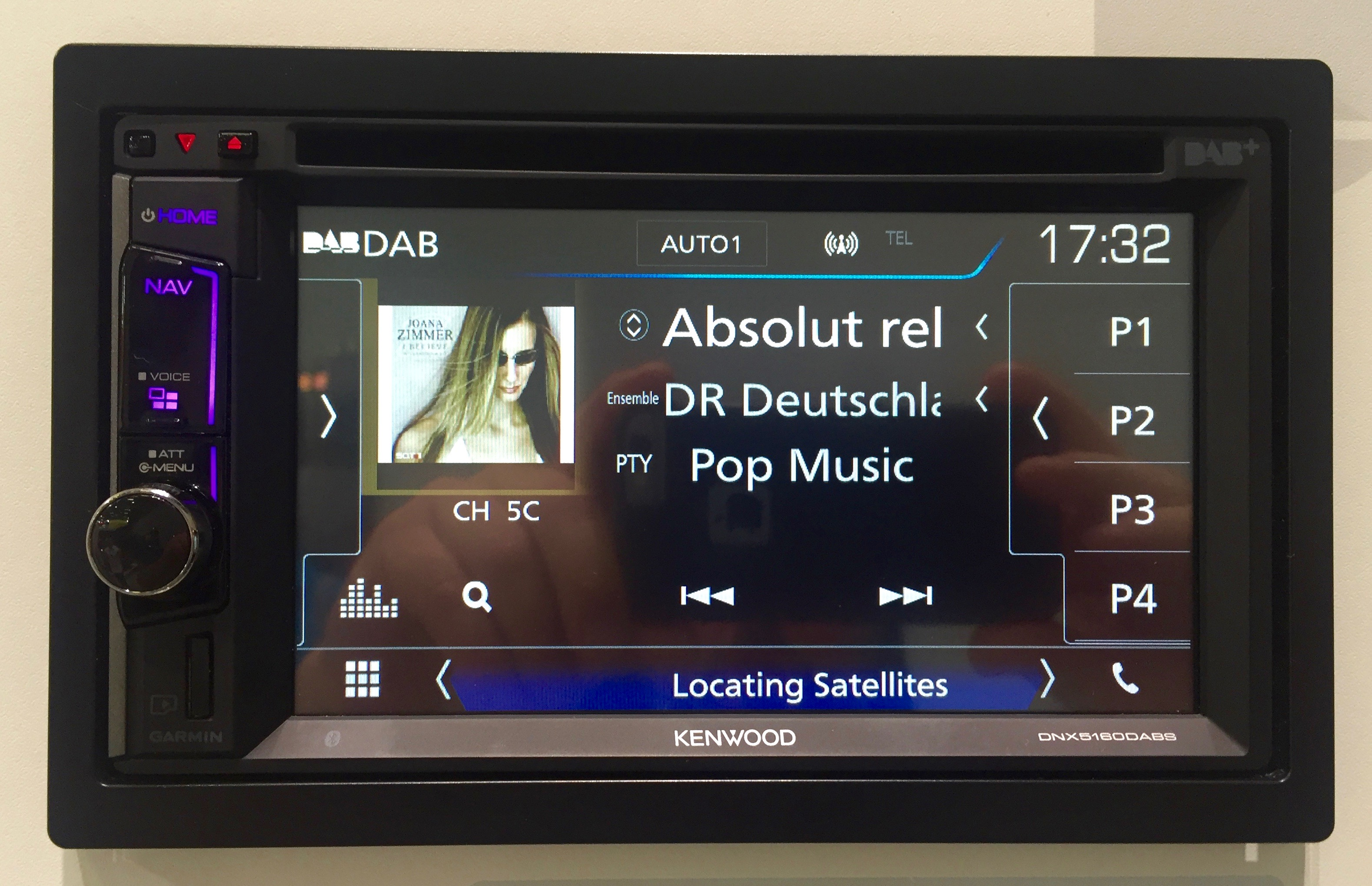
Receptor DAB+/AM/FM/LW/CD/DVD/USB/microSDHC/GPS/Bluetooth/CarPlay/AndroidAuto

- Transferencia de fichas de contactos, citas y recordatorios entre dispositivos vía OBEX.
- Reemplazo de la tradicional comunicación por cable entre equipos GPS y equipamiento médico.
- Controles remotos (tradicionalmente dominado por el infrarrojo).
- Enviar pequeñas publicidades desde anunciantes a dispositivos con Bluetooth. Un negocio podría enviar publicidad a teléfonos móviles cuyo Bluetooth (los que lo posean) estuviera activado al pasar cerca.
- Las consolas Sony PlayStation 3, PlayStation 4, Microsoft Xbox 360, Xbox One, Wii U y Nintendo Switch incorporan Bluetooth, lo que les permite utilizar mandos inalámbricos, aunque el Gamepad original de Wii U se conecta a la consola mediante Wi-Fi y los mandos de Wii utilizan tecnología infrarroja para la función de puntero.

## Especificaciones y novedades
La utilidad Bluetooth fue desarrollada, como reemplazo de cable, en 1994 por Jaap Haartsen y Mattisson Sven, que estaban trabajando para Ericsson en Lund, Suecia.
La utilidad se basa en la tecnología de saltos de frecuencia de amplio espectro. En sus inicios, la tecnología Bluetooth podía transmitir datos a una velocidad de 720 kbs, una capacidad increíble para la década de los noventa pero que hoy parece muy limitada. Después de más de dos décadas de mejoras, los diferentes tipos de Bluetooth han llegado a contar con velocidades de hasta 50Mbs. Además, el rango de conexión es otro de los aspectos que ha mejorado mucho. Bluetooth ha pasado de funcionar en distancias menores a un metro a los más de 100 metros que pueden alcanzar hoy en día.
Las prestaciones fueron publicadas por el Bluetooth Special Interest Group (SIG). El SIG las anunció formalmente el 20 de mayo de 1998. Fue creado por Ericsson, IBM, Intel, Toshiba y Nokia, y posteriormente se sumaron muchas otras compañías. Hoy cuenta con una membresía de más de 20 000 empresas en todo el mundo. Todas las versiones de los estándares de Bluetooth están diseñadas para la retro compatibilidad, que permite que el último estándar cubra todas las versiones anteriores.

### Bluetooth v1.0 y v1.0B
Las versiones 1.0 y 1.0B han tenido muchos problemas, y los fabricantes tenían dificultades para hacer sus productos interoperables. Las versiones 1.0 y 1.0B incluyen de forma obligatoria en el hardware la dirección del dispositivo Bluetooth (BD_ADDR) en la transmisión (el anonimato se hace imposible a nivel de protocolo), lo que fue un gran revés para algunos servicios previstos para su uso en entornos Bluetooth.

### Bluetooth v1.1 (2002)
- Ratificado como estándar IEEE 802.15.1-2002.[11]
- Se corrigieron muchos errores en las especificaciones 1.0b.
- Añadido soporte para canales no cifrados.
- Indicador de señal recibida (RSSI).

### Bluetooth v1.2 (2003)
Esta versión es compatible con USB 1.1 y las principales mejoras son las siguientes:
- Una conexión más rápida y Discovery (detección de otros dispositivos bluetooth).
- Salto de frecuencia adaptable de espectro ampliado (AFH o Adaptive Frequency-hopping en inglés), que mejora la resistencia a las interferencias de radiofrecuencia, evitando el uso de las frecuencias de lleno en la secuencia de saltos.
- Mayor velocidad de transmisión, en la práctica, que en v1.1, de hasta 721 kbit/s.[12]
- Conexiones Sincrónicas extendidas (ESCO), que mejoran la calidad de la voz de los enlaces de audio al permitir la retransmisión de paquetes corruptos, y, opcionalmente, puede aumentar la latencia de audio para proporcionar un mejor soporte para la transferencia de datos simultánea.
- Host Controller Interface (HCI), con el apoyo a tres hilos UART.
- Ratificado como estándar IEEE 802.15.1-2005.[13]
- Introdujo el control de flujo y los modos de retransmisión de L2CAP.

### Bluetooth v2.0 + EDR (2004)
Esta versión de la especificación Core Bluetooth fue lanzada en 2004 y es compatible con la versión anterior 1.2. La principal diferencia está en la introducción de una tasa de datos mejorada (EDR: Enhanced Data Rate, en inglés) para acelerar la transferencia de datos. La tasa nominal de EDR es de 3 Mbit/s, aunque la tasa de transferencia de datos práctica sea de 2,1 Mbit/s. EDR utiliza una combinación de modulación por desplazamiento de frecuencia gausiana o GFSK (en inglés Gaussian Frequency Shift Keying) y modulación por desplazamiento de fase o PSK (en inglés Phase Shift Keying) con dos variantes, π/4-DQPSK y 8DPSK. EDR puede proporcionar un menor consumo de energía a través de un ciclo de trabajo reducido.
La especificación se publica como "Bluetooth v2.0 + EDR", lo que implica que EDR es una característica opcional. Aparte de EDR, hay otras pequeñas mejoras en la especificación 2.0, y los productos pueden anunciar el cumplimiento de Bluetooth v2.0 sin incluir la mayor tasa de datos. Al menos un dispositivo comercial se anuncia "sin EDR Bluetooth v2.0" en su ficha técnica.

### Bluetooth v2.1 + EDR (2007)
La versión 2.1 de la especificación Bluetooth Core + EDR es totalmente compatible con 1.2, y fue adoptada por el Bluetooth SIG (Bluetooth Special Interest Group) el 26 de julio de 2007.
La función de titular de la 2.1 es Secure Simple Pairing (SSP): se mejora la experiencia de emparejamiento de dispositivos Bluetooth, mientras que aumenta el uso y la fuerza de seguridad. Para más detalles, véase la sección de enlace de abajo.
2.1 permite a otras mejoras, incluida la "respuesta amplia investigación" (EIR), que proporciona más información durante el procedimiento de investigación para permitir un mejor filtrado de los dispositivos antes de la conexión, y oler subrating, lo que reduce el consumo de energía en modo de bajo consumo.

### Bluetooth v3.0 + HS xxx (2009)
La versión 3.0 + HS de la especificación Core Bluetooth fue aprobada por el Bluetooth SIG el 21 de abril de 2009. El bluetooth 3.0+HS soporta velocidades teóricas de transferencia de datos de hasta 24 Mbit/s entre sí, aunque no a través del enlace Bluetooth propiamente dicho. La conexión Bluetooth nativa se utiliza para la negociación y el establecimiento mientras que el tráfico de datos de alta velocidad se realiza mediante un enlace 802.11.
Su principal novedad es AMP (Alternate MAC/PHY), la adición de 802.11 como transporte de alta velocidad. Inicialmente, estaban previstas dos tecnologías para incorporar en AMP:. 802.11 y UWB, pero finalmente UWB no se encuentra en la especificación.
En la especificación, la incorporación de la transmisión a alta velocidad no es obligatoria y por lo tanto, los dispositivos marcados con "+ HS" incorporan el enlace 802.11 de alta velocidad de transferencia de datos. Un dispositivo Bluetooth 3.0, sin el sufijo "+ HS" no soporta alta velocidad, sino que solo admite una característica introducida en Bluetooth 3.0 + HS (o en CSA1).
Alternativa MAC / PHY
Permite el uso de alternativas MAC y PHY para el transporte de datos de perfil Bluetooth. La radio Bluetooth está siendo utilizada para la detección de dispositivos, la conexión inicial y configuración del perfil, sin embargo, cuando deben enviarse grandes cantidades de datos, se utiliza PHY MAC 802.11 (por lo general asociados con Wi-Fi) para transportar los datos. Esto significa que el modo de baja energía de la conexión Bluetooth se utiliza cuando el sistema está inactivo, y la radio 802.11 cuando se necesitan enviar grandes cantidades de datos.
Unicast de datos sin conexión
Datos de los permisos de servicio para ser enviado sin establecer un canal L2CAP explícito. Está diseñado para su uso en aplicaciones que requieren baja latencia entre la acción del usuario y la reconexión/transmisión de datos. Esto solo es adecuado para pequeñas cantidades de datos.
Control de energía mejorada.
Actualización de la función de control de potencia para eliminar el control de lazo abierto de energía y también para aclarar las ambigüedades en el control de energía presentado por los esquemas de modulación nuevo añadido para EDR. Control de potencia mejorada elimina las ambigüedades mediante la especificación de la conducta que se espera. Esta característica también añade control de potencia de bucle cerrado, es decir, RSSI filtrado puede empezar como se recibe la respuesta. Además, un "ir directamente a la máxima potencia" solicitud ha sido introducido. Con ello se espera abordar el tema auriculares pérdida de enlace normalmente se observa cuando un usuario pone su teléfono en un bolsillo en el lado opuesto a los auriculares.
La alta velocidad (AMP), característica de la versión 3.0 de Bluetooth se basa en 802.11, pero el mecanismo de AMP se diseñó para ser utilizado también con otros radios. Originalmente, fue pensado para UWB, pero la WiMedia Alliance, el organismo responsable por el sabor de la UWB destinado a Bluetooth, anunciado en marzo de 2009 que fue la disolución.
El 16 de marzo de 2009, la WiMedia Alliance anunció que iba a firmar un acuerdo de transferencia de tecnología para la WiMedia Ultra-Wideband (UWB) especificaciones. WiMedia ha transferido todas las especificaciones actuales y futuras, incluido el trabajo sobre el futuro de alta velocidad y la optimización de las implementaciones de energía, el Bluetooth Special Interest Group (SIG), Wireless USB Promoter Group y el Foro de Implementadores USB. Después de la finalización con éxito de la transferencia de tecnología, marketing y relacionados con cuestiones administrativas, la WiMedia Alliance dejará de operar.
En octubre de 2009, el Bluetooth Special Interest Group suspendió el desarrollo de UWB como parte de la alternativa MAC / PHY, Bluetooth 3.0 + HS solution. Un número pequeño, pero significativo, de antiguos miembros de WiMedia no tenían y no iban a firmar acuerdos necesarios para la transferencia de propiedad intelectual. El SIG de Bluetooth se encuentra ahora en el proceso de evaluar otras opciones para su plan de acción a largo plazo.

### Bluetooth v4.0 (2010)
El SIG de Bluetooth ha completado la especificación del Núcleo de Bluetooth en su versión 4.0, que incluye al Bluetooth clásico, el Bluetooth de alta velocidad y los protocolos Bluetooth de bajo consumo. El bluetooth de alta velocidad se basa en Wi-Fi, y el Bluetooth clásico consta de protocolos Bluetooth preexistentes. Esta versión ha sido adoptada el 30 de junio de 2010.
El bluetooth de baja energía (Bluetooth Low Energy o BLE) es un subconjunto de Bluetooth v4.0 con una pila de protocolo completamente nueva para desarrollar rápidamente enlaces sencillos. Como alternativa a los protocolos estándar de Bluetooth que se introdujeron en Bluetooth v1.0 a v4.0 está dirigido a aplicaciones de muy baja potencia alimentados con una pila de botón. Diseños de chips permiten dos tipos de implementación, de modo dual, de modo único y versiones anteriores mejoradas.
- En implementaciones de modo único solo se incluye la pila de protocolo de baja energía. CSR,[25] Nordic Semiconductor[26] y Texas Instruments[27] han dado a conocer solo las soluciones modo Bluetooth de baja energía.
- Tiene una velocidad de emisión y transferencia de datos de 32 Mb/s.
- Se integra la funcionalidad de Bluetooth de bajo consumo en un controlador Bluetooth clásico existente en implementaciones de modo dual. En la actualidad (marzo de 2011) los siguientes fabricantes de semiconductores han anunciado la disponibilidad de chips que cumplen esta norma: Atheros, CSR, Broadcom[28][29] y Texas Instruments. La arquitectura resultante comparte la radio y funcionalidades del Bluetooth clásico, resultando en un incremento de coste despreciable comparado con el Bluetooth clásico.

El 12 de junio de 2007, Nokia y Bluetooth SIG anunciaron que Wibree formará parte de la especificación Bluetooth, como una tecnología Bluetooth de muy bajo consumo.
El 17 de diciembre de 2009, el Bluetooth SIG adoptó la tecnología Bluetooth de bajo consumo como el rasgo distintivo de la versión 4.0. Los nombres provisionales Wibree y Bluetooth ULP (Ultra Low Power) fueron abandonados y el nombre BLE se utilizó durante un tiempo. A finales de 2011, se presentaron los nuevos logotipos "Smart Bluetooth Ready" para los anfitriones y "Smart Bluetooth" para los sensores como la cara pública general de BLE.

### Bluetooth 4.1
El SIG de Bluetooth anunció una adopción formal de la especificación Bluetooth v4.1 el 4 de diciembre de 2013. Esta especificación es una actualización del v4.0, con el mismo hardware. La actualización incorpora Bluetooth Core Specification Addenda (CSA 1, 2, 3 y 4) y añade características que mejoran el uso del consumidor. Eso incluye la compatibilidad con LTE, permitiendo a los dispositivos soportar varios roles de forma simultánea.
Nuevas características incluyen: 
- Servicio inalámbrico de móvil.
- Escaneo entrelazado generalizado.
- Publicidad dirigida con un ciclo de trabajo bajo.
- Conexión L2CAP y canal dedicado con control de flujo.
- Modo dual.
- LE Link Layer.
- 802.11n PAL.
- Actualizaciones de arquitectura de audio para banda ancha.
- Intervalo de datos rápido.
- Tiempo de búsqueda limitado.[34]

Algunas características ya estaban disponibles en Core Specification Addendum (CSA) antes de la v4.1.

### Bluetooth 4.2
Fue lanzado el 2 de diciembre de 2014, con la introducción del Internet de las cosas.
Las mejoras más importantes fueron:
- Conexión segura Low Energy con paquetes de datos de gran extensión.
- Privacidad de capa de enlace con políticas de filtro de escaneo ampliado.
- IPSP v6 para Bluetooth Smart things compatible con el hogar.

Hardware Bluetooth más antiguo puede recibir características 4.2 como paquetes de datos de gran extensión y privacidad mejorada mediante actualizaciones de firmware.

### Bluetooth v5.0 (2016-2017)
A mediados de 2016, Bluetooth Special Interest Group (SIG) anuncia la llegada de Bluetooth 5 para finales del año 2016 o principios de 2017 en su página oficial www.bluetooth.com. Afirman que tendrá el doble de velocidad, mejor fiabilidad y rango de cobertura; además de que contará con 800% mayor capacidad que su versión anterior.

### Bluetooth v5.1 (2019)
En enero de 2019 se presentó la versión 5.1. Entre las principales novedades que presenta está el que se podrán saber la ubicación de otros dispositivos a los que estén conectados con un margen de unos cuantos centímetros.

### Bluetooth v5.2 (2020)
El 6 de enero de 2020 el Bluetooth Special Interest Group presentó la versión 5.2 del protocolo Bluetooth con mejoras importantes en el modo de radiofrecuencia Bluetooth LE (Low Energy). Entre otras novedades, se presenta el nuevo perfil EATT (Enhanced Attribute Protocol) que mejora el rendimiento cuando hay varios dispositivos BLE conectados de forma simultánea; se aumenta la seguridad al hacer las conexiones cifradas por defecto bajo el perfil EATT; se disminuye el consumo y se aumenta la estabilidad de la señal al permitir optimizar dinámicamente la potencia de la transmisión (LE Power Control); y se permite enviar audio a múltiples dispositivos de manera sincronizada (LE Isochronous Channels).

### Bluetooth v5.3 (2022)
Ofrece menor consumo cuando está en uso, conexiones con menos interferencias y mayor seguridad de conexión.

### Bluetooth v5.4 (2023)
Permite comunicación bidireccional segura entre un punto de acceso inalámbrico (AP) y miles de nodos finales de muy baja potencia.

## Información electrónica
La especificación de Bluetooth define un canal de comunicación a un máximo 720 kbit/s (1 Mbit/s de capacidad bruta) con rango óptimo de 10 m (opcionalmente 100 m con repetidores).

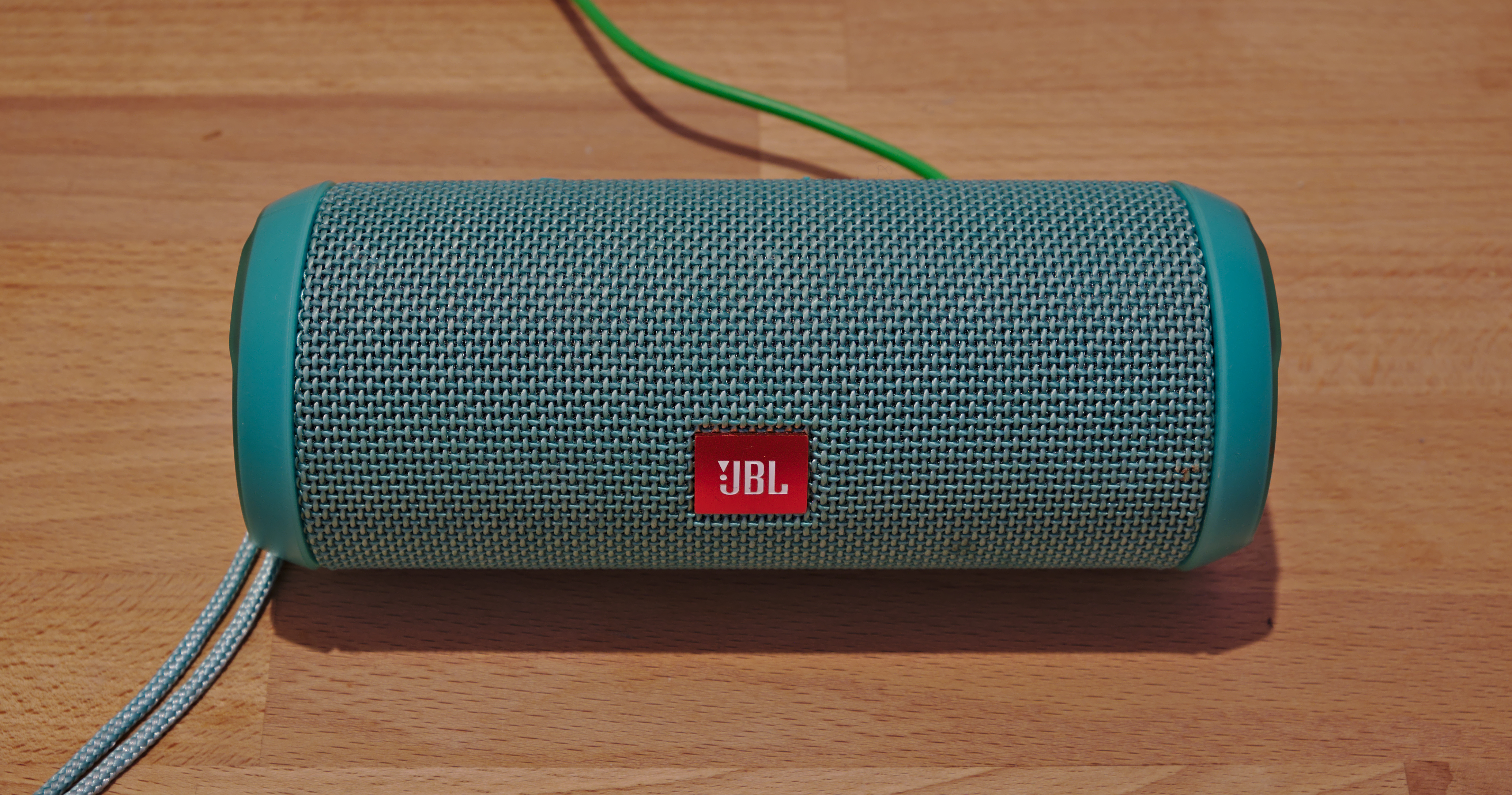
Un altavoz portátil con tecnología Bluetooth.

Opera en la frecuencia de radio de 2,4 a 2,48 GHz con amplio espectro y saltos de frecuencia con posibilidad de transmitir en full dúplex con un máximo de 1600 saltos por segundo. Los saltos de frecuencia se dan entre un total de 79 frecuencias con intervalos de 1 MHz; esto permite dar seguridad y robustez.
La potencia de salida para transmitir a una distancia máxima de 10 metros es de 0 dBm (1 mW), mientras que la versión de largo alcance transmite entre 20 y 30 dBm (entre 100 mW y 1 W).
Para lograr alcanzar el objetivo de bajo consumo y bajo costo se ideó una solución que se puede implementar en un solo chip utilizando circuitos CMOS. De esta manera, se logró crear una solución de 9×9 mm y que consume aproximadamente 97 % menos energía que un teléfono celular común.
El protocolo de banda base (canales simples por línea) combina conmutación de circuitos y paquetes. Para asegurar que los paquetes no lleguen fuera de orden, los slots pueden ser reservados por paquetes síncronos, empleando un salto diferente de señal para cada paquete.
La conmutación de circuitos puede ser asíncrona o síncrona. Cada canal permite soportar tres canales de datos síncronos (voz) o un canal de datos síncrono y otro asíncrono.
Cada canal de voz puede soportar una tasa de transferencia de 64 kbit/s en cada sentido, la cual es suficiente para la transmisión de voz.
Un canal asíncrono puede transmitir como mucho 721 kbit/s en una dirección y 56 kbit/s en la dirección opuesta. Sin embargo, una conexión síncrona puede soportar 432,6 kbit/s en ambas direcciones si el enlace es simétrico.

### Arquitectura hardware
El hardware que compone el dispositivo Bluetooth está compuesto por dos partes:
- un dispositivo de radio, encargado de modular y transmitir la señal.
- un controlador digital, compuesto por una CPU, un procesador de señales digitales (DSP - Digital Signal Processor) llamado Link Controller (o controlador de Enlace) y de las interfaces con el dispositivo anfitrión.

El LC o Link Controller se encarga del procesamiento de la banda base y del manejo de los protocolos ARQ y FEC de la capa física; además, se encarga de las funciones de transferencia tanto asíncrona como síncrona, la codificación de audio y el cifrado de datos.
La CPU del dispositivo se encarga de las instrucciones relacionadas con Bluetooth en el dispositivo anfitrión, para así simplificar su operación.
 Para ello, sobre la CPU corre un software denominado Link Manager cuya función es la de comunicarse con otros dispositivos por medio del protocolo LMP.

### Pila de protocolos de Bluetooth
Bluetooth está definido como un protocolo de arquitectura de capa que está formado por unos protocolos centrales, protocolos de reemplazo de cable, protocolos de control de telefonía, y protocolos adoptados. Como mínimo, toda pila de protocolos de Bluetooth debe tener los siguientes protocolos: LMP, L2CAP y SDP. Además, los dispositivos que se comunican por Bluetooth pueden usar casi siempre los protocolos HCI y RFCOMM.

#### LMP
El protocolo de control de enlace (Link Management Protocol, LMP) se usa para el establecimiento y control del enlace de radio entre dos dispositivos. Está implementado en el controlador.

#### L2CAP
El protocolo de control y adaptación del enlace lógico (Logical Link Control and Adaptation Protocol, L2CAP) es usado para multiplexar múltiple conexiones lógicas entre dos dispositivos que usan diferentes protocolos de nivel superior. Proporciona segmentación y reemsamblado de los paquetes.
En su modo básico, L2CAP proporciona a los paquetes una carga útil que se puede configurar hasta 64 kB, y con una MTU por defecto de 672 bytes.
En los modos de Retransmisión y control de flujo, L2CAP puede configurarse para datos isócronos o para un canal de datos fiables mediante la retransmisión y la comprobación de CRC.
El apéndice 1 de la especificación de Bluetooth añade dos modos adicionales a L2CAP. Estos nuevos modos dejan obsoletos los anteriores modos de retransmisión y control de flujo:
- Modo de retransmisión mejorado (Enhanced Retransmission Mode, ERTM): Este modo es una versión mejorada del modo original de retransmisión. Proporciona un canal L2CAP confiable.
- Modo streaming (Streaming Mode, SM): Es un modo muy simple, sin retransmisión ni control de flujo. Proporciona un canal L2CAP no confiable.

La confiabilidad en cualquiera de estos modos es opcionalmente garantizada por la capa inferior BDR/EDR mediante la configuración del número de retransmisiones y el tiempo de espera antes de descartar paquetes. La capa inferior garantiza que los paquetes lleguen en orden.

#### SDP
El protocolo de descubrimiento de servicio (Service Discovery Protocol, SDP) permite a un dispositivo descubrir servicios que ofrecen otros dispositivos y sus parámetros asociados. Por ejemplo, cuando usas un teléfono móvil con unos auriculares Bluetooth, el teléfono usa SDP para determinar qué perfil de Bluetooth pueden usar los auriculares y los ajustes del protocolo de multiplexación necesarios para que el teléfono pueda conectarse con los auriculares. Cada servicio está identificado por un UUID (Universally Unique Identifier).

#### RFCOMM
RFCOMM (Radio Frequency Communications) es un protocolo de reemplazo de cable usado para generar un flujo de datos virtual en serie. RFCOMM ofrece transporte de datos binarios y emula las señales de control de EIA-232 a través de la capa de banda base de Bluetooth.
RFCOMM ofrece un flujo de datos confiable y sencillo para el usuario, similar a TCP. Es utilizado por muchos perfiles relacionados con la telefonía.
Muchas aplicaciones Bluetooth utilizan RFCOMM debido a su amplio soporte y la posibilidad de encontrar API públicas en la mayoría de sistemas operativos. Además, las aplicaciones que usen el puerto serie para comunicarse, podrán ser portadas a RFCOMM fácilmente.

#### BNEP
El protocolo de encapsulación de red de Bluetooth (Bluetooth Network Encapsulation Protocol, BNEP) se usa para transferir datos de otra pila de protocolos a través de un canal L2CAP. Su principal propósito es la transmisión de paquetes IP en un perfil de red de área personal. BNEP realiza una función parecida a la que hace SNAP en las redes inalámbricas de área local.

#### AVCTP
El protocolo de control de transporte de audio y vídeo (Audio/Video Control Transport Protocol, AVCTP) es usado por el perfil de control remoto para transferior órdenes de control de audio/vídeo a través de un canal L2CAP. Los botones de control en unos aurículares estéreo usan este protocolo para controlar el reproductor de música.
El protocolo de distribución de transporte de audio y vídeo (Audio/Video Distribution Transport Protocol, AVDTP) se usa para el perfil de destribución avanzada de audio para transferir música a los auriculares estéreo a través de un canal L2CAP pensado para la distribución de video.

#### TCS
El protocolo de control de telefonía binario (Telephony Control Protocol - Binary, TCS BIN) es el protocolo orientado a bits que define la señalización del control de llamadas para el establecimiento de las llamadas de voz y datos entre dispositivos Bluetooth.

#### Protocolos adoptados
Los protocolos adoptados son aquellos que han sido definidos por otras organizaciones de estandarización y han sido incorporados en la pila de protocolos de Bluetooth, permitiendo a Bluetooth codificar protocolos solamente cuando sea necesario. Los protocolos adoptados incluyen:

##### Protocolo punto a punto (PPP)
Protocolo estándar de Internet para transportar datagramas IP en un enlace punto a punto.

##### TCP/IPUDP
Protocolo base de la suite de protocolos TCP/IP.

##### Protocolo de intercambio de objetos (OBEX)
Protocolo de la capa de sesión para el intercambio de objetos, proporcionando un modelo para la representación de los objetos y las operaciones.

##### Wireless Application Environment/Wireless Application Protocol (WAE/WAP)
WAE especifica un marco de aplicación para los dispositivos inalámbricos y WAP es un estándar abierto que permite a los usuarios móviles acceder a los servicios de información y telefonía.

## Dispositivo de Radio Bluetooth Genérico
Entre las tareas realizadas por el LC y el Link Manager, destacan las siguientes:
- Envío y Recepción de Datos.
- Paginación y Peticiones.
- Establecimiento de conexiones.
- Autenticación.
- Factorizacion.
- Negociación y establecimiento de tipos de enlace.
- Establecimiento del tipo de cuerpo de cada paquete.
- Establecer el dispositivo en modo sniff o hold: El primero, sniff, significa olfatear, pero en castellano y en informática se traduce por escuchar (el medio): en este caso es la frecuencia o frecuencias en la que está funcionando el dispositivo. Así, cualquier paquete de datos enviado en esa frecuencia será "leído" por el dispositivo, aunque no vaya dirigido a él. Leerá todos los datos que se envíen en esa frecuencia por cualquier otro dispositivo Bluetooth, es lo que se denomina rastreo de paquetes.
 Una técnica parecida pero a nivel de frecuencias es la que se utiliza para detectar redes wi-fi, generalmente para encontrar redes abiertas (sin contraseña), al escanear todas las frecuencias se obtiene información de cada frecuencia o canal de las redes wi-fi disponibles.
 Hold por su parte significa mantener, retener; esto quiere decir que el dispositivo se mantendrá en esa frecuencia aunque no emita ni reciba nada, manteniendo esa frecuencia siempre disponible aunque otros dispositivos la utilicen.

### Usos de Bluetooth
Bluetooth se utiliza principalmente en un gran número de productos tales como teléfonos, impresoras, tabletas, teléfonos inteligentes, altavoces y auriculares. Su uso es adecuado cuando puede haber dos o más dispositivos en un área reducida sin grandes necesidades de ancho de banda. Su uso más común está integrado en teléfonos y tabletas, bien por medio de unos auriculares Bluetooth o en transferencia de ficheros. Además se puede realizar y confeccionar enlaces o vincular distintos dispositivos entre sí.
Bluetooth simplifica el descubrimiento y configuración de los dispositivos, ya que estos pueden indicar a otros los servicios que ofrecen, lo que permite establecer la conexión de forma rápida (solo la conexión, no la velocidad de transmisión).

### El SIG de Bluetooth
Puede compararse la efectividad de varios protocolos de transmisión inalámbrica, como Bluetooth y Wi-Fi, por medio de la capacidad espacial (bits por segundo y metro cuadrado).

### Bluetooth contra Wi-Fi
Bluetooth y Wi-Fi cubren necesidades distintas en los entornos domésticos actuales: desde la creación de redes y las labores de impresión a la transferencia de ficheros entre tabletas, teléfonos inteligentes y ordenadores personales. Ambas tecnologías operan en las bandas de frecuencia no reguladas (banda ISM).

#### Wi-Fi
Wifi es similar a la red Ethernet tradicional y como tal el establecimiento de comunicación necesita una configuración previa. Utiliza el mismo espectro de frecuencia que Bluetooth con una potencia de salida mayor que lleva a conexiones más sólidas. A veces se denomina al Wi-Fi la “Ethernet sin cables”. Aunque esta descripción no es muy precisa, da una idea de sus ventajas e inconvenientes en comparación a otras alternativas. Se adecua mejor para redes de propósito general: permite conexiones más rápidas, un rango de distancias mayor y mejores mecanismos de seguridad.

#### Wi-Fi Direct
Wi-Fi Direct es un programa de certificación que permite que varios dispositivos Wi-Fi se conecten entre sí sin necesidad de un punto de acceso intermedio.
Cuando un dispositivo ingresa al rango del Wi-Fi Direct, este se puede conectar usando el protocolo ad hoc existente, y luego recolecta información de configuración usando una transferencia del mismo tipo de la de Protected Setup. La conexión y configuración se simplifican de tal forma que algunos sugieren que esto podría reemplazar al Bluetooth en algunas situaciones. Puesto que sus ventajas son una mayor velocidad de transferencia (11 Gbps de 802.11ax contra 50 Mbps de Bluetooth 5.0), cubre una distancia mayor (100 metros contra 10 metros de Bluetooth) y una mayor seguridad teórica al emplear un cifrado de 256 bits contra los 128 bits de Bluetooth. Sin embargo las ventajas que ofrece la tecnología Bluetooth en contrapartida son un menor consumo de energía, la posibilidad de usar más de un dispositivo a la vez y que la distancia reducida minimiza el riesgo de interferencias.